# Хліб у траві (фільм)
«Хліб у траві» (фр. Le blé en herbe; також в прокаті як «Молоде-зелене») — французький кінофільм режисера Клода Отан-Лара за романом Колетт «Ранні сходження».

## Сюжет
Шіснадцятирічний Філіпп і його молодша кузина Вінка виросли разом і відносяться один до одного, як рідні брат і сестра. Їхні сім'ї постійно спілкуються, а літо проводять разом. Але приходить пора, коли підлітки починають цікавитись протилежною статтю, і у молодих людей починають формуватися почуття один до одного, на що їх батьки не звертають уваги. Саме в цей час Філіпп знайомиться з мадам Даллерай, жінкою старшу від себе, досвідченою в мистецтві кохання і шукаючій способів прикрасити свою самотність. Мадам Даллерай стає наставницею юнака в мистецтві кохання, а його стосунки з Вінкою виявляються під загрозою. Але зв'язок з мадам Даллерай закінчується, і Філіпп повертається до Вінки вже досвідченим чоловіком.

## У ролях
- П'єр-Мішель Бек — Філіпп Одбер
- Ніколь Берже — Вінка Ферре
- Едвіж Фейєр — мадам Даллерай
- Рене Девільє — мати Філіппа
- Шарль Дешан — батько Вінкі
- Елен Тоссі — мати Вінкі

У фільмі також знімався Луї де Фюнес в ролі ярмаркового кіномеханіка та Клод Беррі в ролі його сина.

## Цікаві факти
В 1990 році під цією ж назвою вийшла телевізійна адаптація роману Колетт.